# Thawb
Thawb, thobe, dishdasha eller kandura är den traditionella arabiska klänningliknande klädedräkten för män, och utgörs av ett löst sittande ytterplagg med vanligen dold knappslå i halsen, ärmar men utan ben, och som går ner till ankeln eller fötterna. Till denna bär männen traditionellt keffiyeh, ett slags sjal som kan hållas uppe på huvudet med svarta repöglor, agal. Thawb är den nationella klädedräkten för män i arabvärlden.
Koranen påbjuder att män såväl som kvinnor ska skyla sina kroppar och uppträda diskret, och enligt hadith är män förbjudna att bära silke och guld. Till skillnad från kvinnors klädedräkter är alltså thawb aldrig guldbroderad eller tillverkad i silke. Det är vidare förbjudet för män att bära kläder som liknar kvinnokläder (liksom det också omvänt är förbjudet för kvinnor att ha manskläder). Islam påbjuder å andra sidan också att, för att inte utmärka sig, anamma klädedräkten i det land där vederbörande befinner sig. Muslimska män tenderar därför att inte bära thawb i Europa eller USA. Enligt vissa läror bör dock muslimen bära thawb om han befinner sig i ett land som är fientligt mot muslimer, i syfte att utmärka sig.
Thawb är alltid vit på sommaren men kan ha en mörkare färg på vintern. De lokala variationerna på designen är försumbara, däremot kan vissa moderna snitt förekomma. Det var vanligare förr i hela arabvärlden att den dolda knappslån i halsringningen smyckades med shadd, men förekommer fortfarande bland mer konservativa. I Qatar kallas dräkten thobe, tillverkas i bomull på sommaren och ylle på vintern, och har knappslår vid ärmsluten. Under sin thobe bär männen en flanellskjorta och mikasser (vida byxor), och lädersandaler på fötterna. Thobe i Saudiarabien påminner om den i Qatar men tenderar att ha öppna ärmslut. I Kuwait och Oman kallas dräkten dishdasha. Kandura kallas dräkten i Förenade Arabemiraten; under denna bärs ett långt men kiltliknande plagg, wozar.
Vid särskilda tillfällen, såsom bröllop, är det vanligt att bära en bisht över thawb, vilket är en kamelhårs- eller yllerock som broderats och dekorerats.

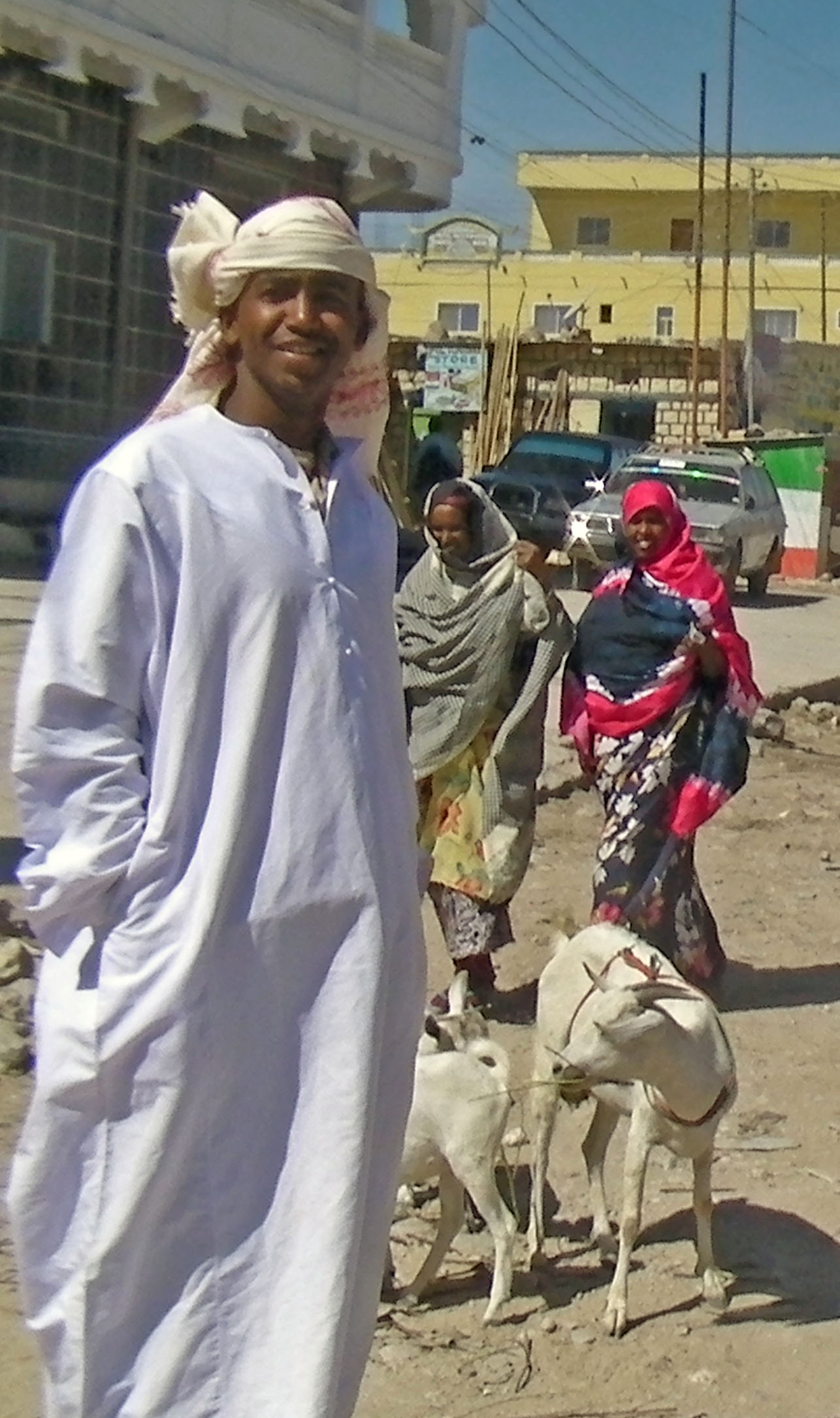
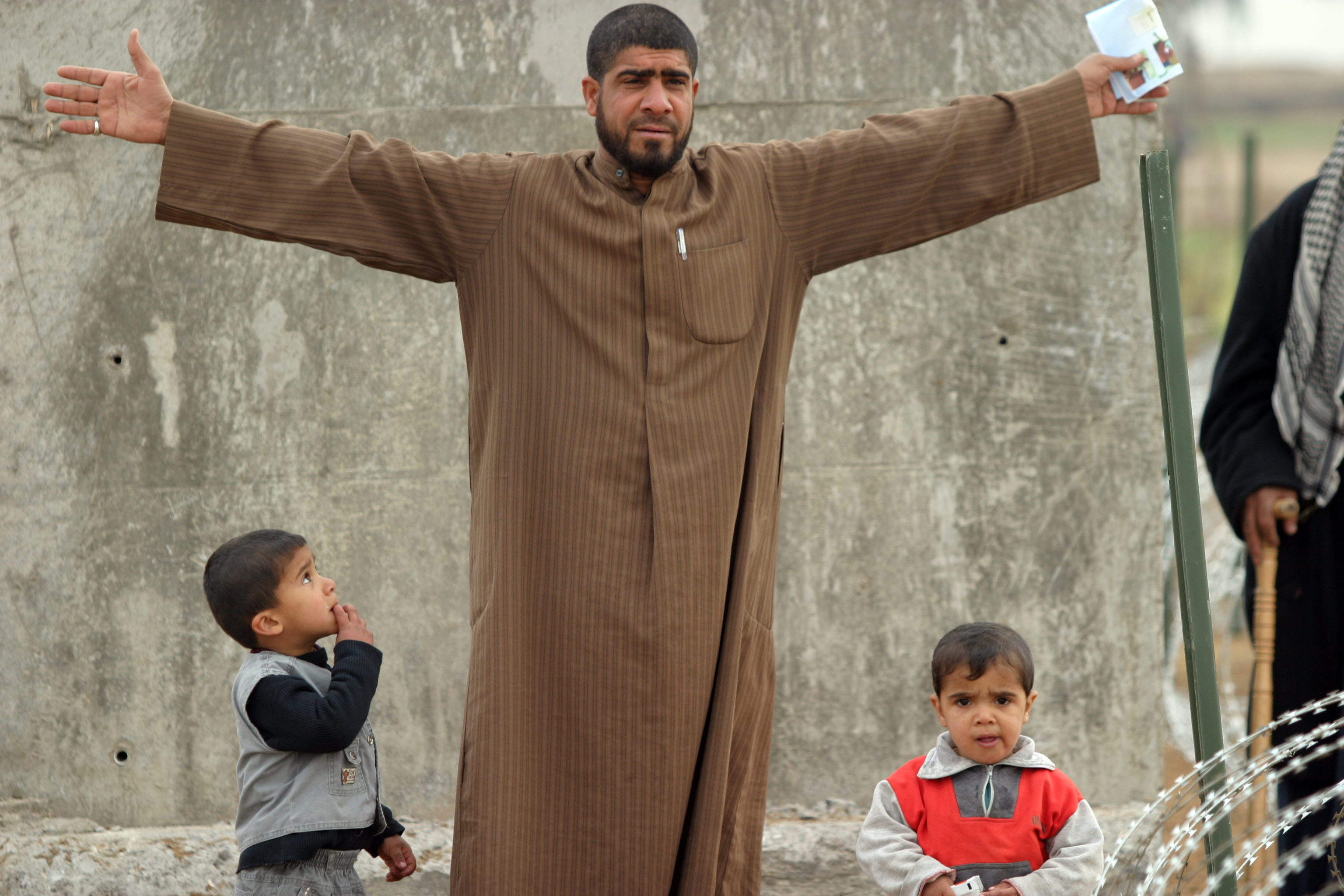
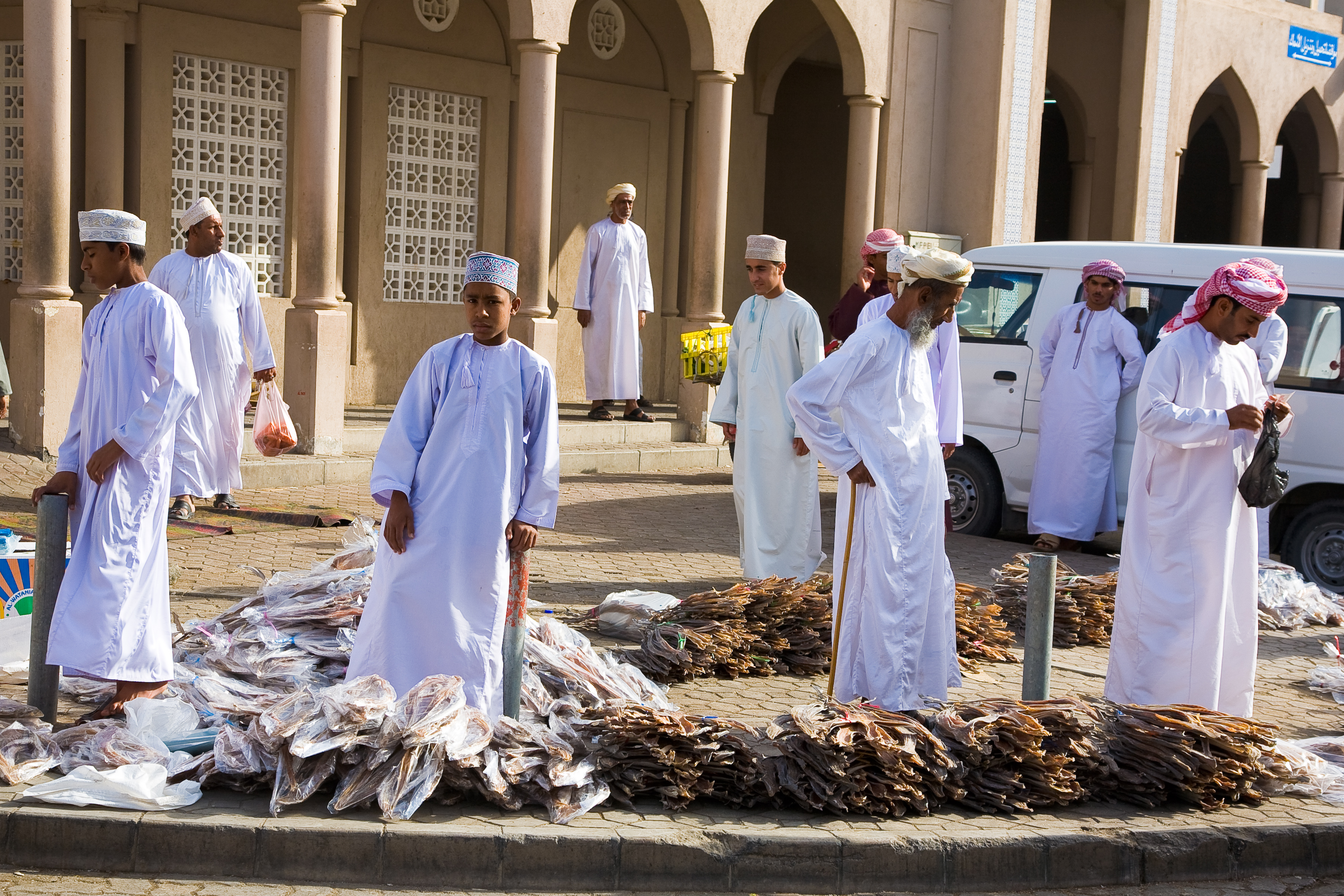
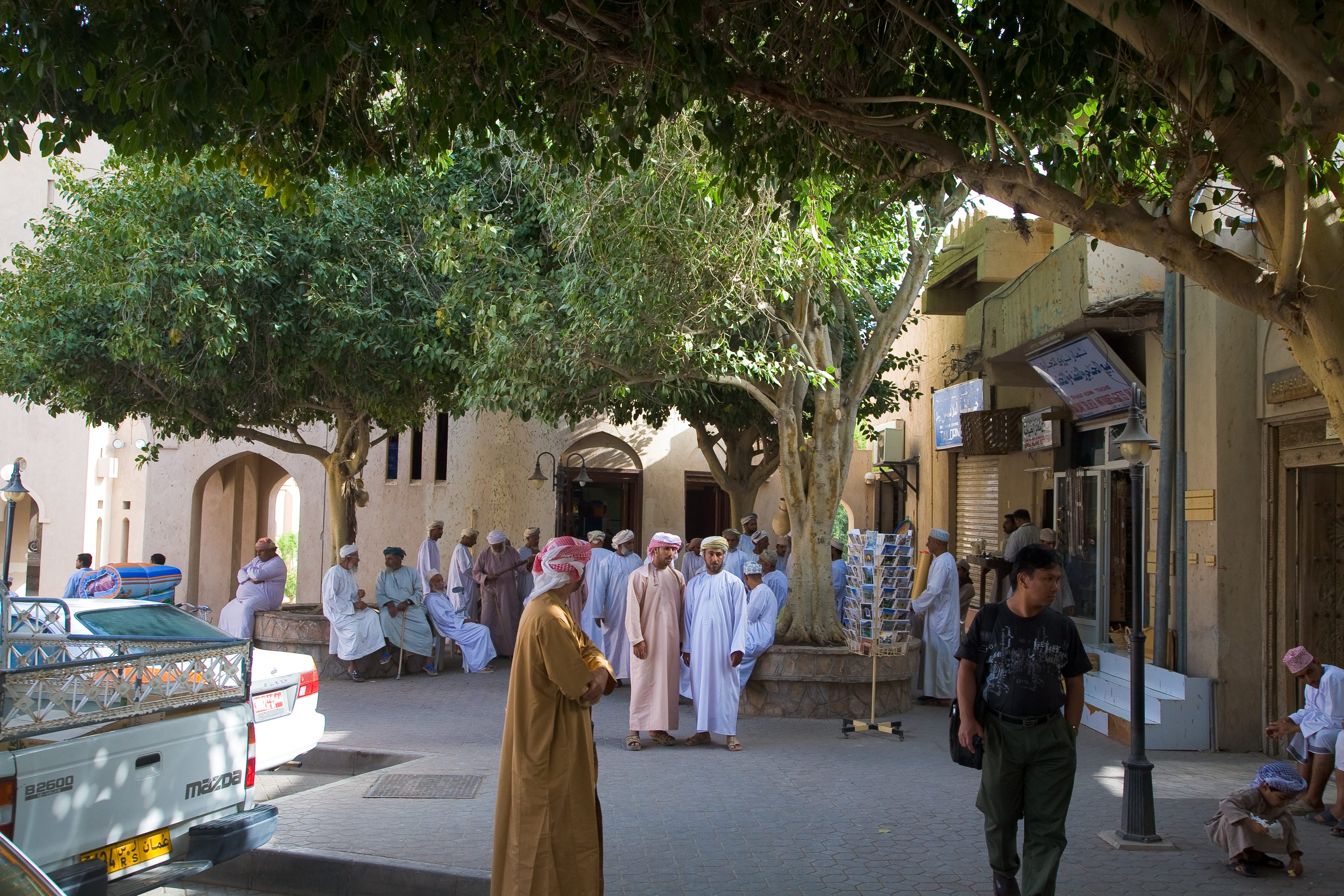

## Bakgrund
Thawbens form och design utgår ifrån att hedra Islams fem pelare och är därmed väl utformad till att utföra bön och täcka awrah. Förutom de religiösa designgrunderna är thawben även anpassad för ökenvärme, vilket både ger skydd mot sol och tillger ventilation. Thawben har sedan dess begynnelse använts för att symbolisera renhet, markera dess bärares status eller formella roll, skilja troende från icke-troende samt urskilja kön . Profeten sägs ha ogillat starka färger och rikt broderade tyger, då de stör vid bön, muslimska män (till skillnad från kvinnorna) var ombedda att undvika sådana tyger och färger . Thawben är därför i en enkel färg utan rika broderingar och annan påsmyckning.